# بارك وو
بارك وو هو مصارع هاوي كوري جنوبي، ولد في 25 أكتوبر 1972.

## وصلات خارجية
- بارك وو على موقع قاعدة بيانات المصارعة الدولية (الإنجليزية)
- بارك وو على موقع أوليمبيديا (الإنجليزية)